# Gregory Blaxland

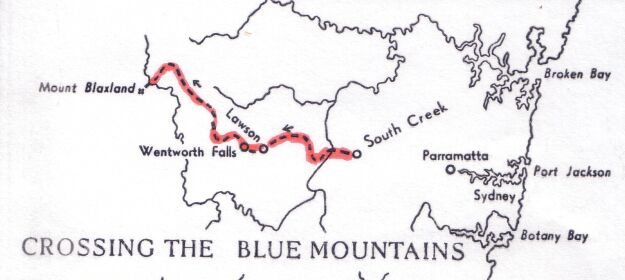
Mapa z zaznaczoną trasą wyprawy Blaxlanda

Gregory Blaxland (ur. 17 czerwca 1778 w Fordwich w Anglii, zm. 1 stycznia 1853 w Sydney) – australijski farmer i podróżnik, najbardziej znany jako uczestnik pierwszej wyprawy, która przekroczyła Góry Błękitne.

## Życiorys

### Młodość
Pochodził z angielskiego hrabstwa Kent, gdzie jego ojciec był zamożnym posiadaczem ziemskim, a przez pewien czas nawet burmistrzem ich rodzinnego miasteczka. Blaxlandowie przyjaźnili się z Josephem Banksem, który jako jeden z pierwszych prominentnych Brytyjczyków zaczął publicznie mówić o zasadności kolonizacji Australii. Prawdopodobnie pod jego wpływem Gregory wraz z żoną wyemigrowali w 1806 do Nowej Południowej Walii. Szybko związał się z wpływową grupą farmerów rekrutujących się spośród byłych oficerów armii. W 1808 stronnictwo to zbuntowało się przeciwko gubernatorowi Williamowi Blighowi i uwięziło go, co przeszło do historii jako tzw. rebelia rumowa. Buntownicy nie ponieśli jednak żadnych poważniejszych konsekwencji.

### Odkrycia i służba kolonialna
W 1813 był jednym z trzech (nie licząc czwórki służących) członków ekspedycji mającej za zadanie przebyć Góry Błękitne – wówczas stanowiące naturalną granicę kolonii – i zbadać tereny położony po ich drugiej stronie. Wyprawa ta dała początek osadnictwu w głębi australijskiego lądu. Sukces ekspedycji przyniósł Blaxlandowi dużą popularność w kolonii. W 1823 odwiedził na krótko Anglię, gdzie wydał dziennik ze swojej słynnej podróży. W 1827 został wybrany w skład trzyosobowej delegacji, która miała rozmawiać z Brytyjczykami na temat przyznania kolonii autonomii (nic z tego jednak nie wyszło, a autonomia została przyznana dopiero wiele lat później).

### Późniejsze życie
Później wycofał się z życia publicznego, skupiając się na zarządzania swoją farmą, gdzie stworzył jedną z pierwszych australijskich winnic. Pod koniec życia cierpiał na chroniczne bóle głowy, które coraz bardziej utrudniały mu normalne funkcjonowanie. W wyniku tych dolegliwości w Nowy Rok 1853 targnął się na własne życie i zmarł. Został pochowany na cmentarzu Wszystkich Świętych w Parramattcie (dziś dzielnicy Sydney). Jego imię nosi miasteczko Blaxland w Górach Błękitnych oraz okręg wyborczy Blaxland.